# 扬州经济技术开发区
扬州经济技术开发区是中国江苏省扬州市下辖的一个国家级开发区，1992年成立。辖区总面积120.2平方公里，下辖3个乡和镇、2个街道，设有设有出口加工区、太阳能光伏产业基地、半导体照明产业基地、汽车装备产业基地、港口物流园区等多个园区。